# Kuća u Rendićevoj 4 u Makarskoj
Kuća u gradiću Makarskoj na adresi Rendićeva 4 je zaštićeno kulturno dobro.

## Opis dobra
Podignuta je u 18. stoljeću. Na južnom pročelju barokne trokatnice nalazila se spomen-ploča osnutku Socijalističke radničke partije. Ploča je skinuta, nije poznato da li je sačuvana, a na njenom je mjestu otvoren prozor.

## Zaštita
Pod oznakom Z-4934 zavedena je kao nepokretno kulturno dobro - pojedinačno, pravna statusa zaštićena kulturnog dobra, klasificirano kao "profana graditeljska baština".